# 스퀴럴 (프로그래밍 언어)
스퀴럴(Squirrel) 프로그래밍 언어는 스크립트 언어로 명령형, 절차적, 객체 지향적 특징을 지닌다. 메모리 사용량이 적고 실시간 처리가 우수하여 주로 게임 내 탑재 언어로 쓰이고 있다.
2003년부터 개발하기 시작했고 MIT 허가서를 가지고 있다. 개발 및 유지보수는 Alberto Demichelis가 맡고 있다.

## 특징
C 언어에 탑재(host)하여 동작하는 것을 목적으로 설계되었으며 빠른 실행 속도 및 다양한 플랫폼으로의 손쉬운 이식, 편리성이 특징이다. 또한 스크립트 라이브러리로 C 언어를 이용할 수 있다.
제작 동기는 처음에 루아의 클론에서 시작했으며 루아의 이질적인 문법과 기능의 제한을 확장하기 위해 스퀴럴이 제작되었다.
루아와 비교했을 때 다른 점을 들면 다음과 같다.
- C/C++의 형태를 가지고 있고
- 정수와 부동소수점(실수) 양쪽 모두 가지고 있으며
- 배열의 인덱스는 0부터 시작
- 테이블과 배열이 서로 다른 구조를 가지고
- 클래스를 가지며 클래스는 상속 가능 하다.

메모리 관리 방식은 기본적으로 참조 횟수 계산 방식(reference counting)을 사용하며 가비지 컬렉팅(garbage collection)도 사용한다.

## 기능
- 유동적인(dynamic) 자료형
- 대리자
- 클래스 & 상속
- 우선 순위 함수
- 제네레이터
- 협동 스레드 (코루틴)
- 재귀 호출 최적화
- 예외 처리 (try, catch, throw)
- 자동 메모리 관리 (참조 횟수 계산 방식, 가비지 컬렉팅)
- 약한 참조 횐수 계산
- 컴파일러 및 가상 머신을 합쳐 6k 정도의 C++ 코드로 구성
- 옵션으로 16비트 문자 코드(UTF-16 유니코드 대응) 사용 가능

## 문법
스퀴럴은 C/C++와 유사한 문법을 가진다.
스퀴럴로 구현한 팩토리얼
```
function factorial(x)
{      
  if (x == 0) {                      
    return 1;                   
  }
  else {
    return x * factorial(x-1);
  }
}

```

난수 제조기 (코루틴)
```
function gen_random(max) { 
  local last=42
  local IM = 139968;
  local IA = 3877;
  local IC = 29573;
  for(;;) {  //loops forever
    yield (max * (last = (last * IA + IC) % IM) / IM); 
  }
}

local randtor = gen_random(100);

for(local i = 0; i < 10; i += 1)
   print(">"+resume randtor+"\n");

```

클래스와 상속
```
class BaseVector {
  constructor(...)
  {
    if(vargc >= 3) {
      x = vargv[0];
      y = vargv[1];
      z = vargv[2];
    }
  }
  
  
  x = 0;
  y = 0;
  z = 0;
}

class Vector3 extends BaseVector {
  function _add(other)
  {
    if(other instanceof this.getclass())
      return ::Vector3(x+other.x,y+other.y,z+other.z);
    else
      throw "wrong parameter";
  }
  function Print()
  {
    ::print(x+","+y+","+z+"\n");
  }
}

local v0 = Vector3(1,2,3)
local v1 = Vector3(11,12,13)
local v2 = v0 + v1;
v2.Print();

```

## 사용 소프트웨어
스퀴럴은 다음과 같은 소프트웨어가 사용하고 있다.
- 작은 임금님과 약속의 나라 파이널 판타지 크리스탈 크로니클 (Wii 웨어)
- 포탈 2
- 레프트 4 데드 2
- GTA Vicecity Multiplayer
- 그랜드 테프트 오토 IV
- Mafia II's M2-Multiplayer[2]
- 에일리언 스웜
- Counter Strike: Global Offensive
- Shadow Warrior
- 동방빙의화

## 같이 보기
- 루아 (프로그래밍 언어)
- 파이썬
- 루비 (프로그래밍 언어)